# Bassetlaw
Bassetlaw es un distrito no metropolitano del condado de Nottinghamshire (Inglaterra). Fue constituido el 1 de abril de 1974 bajo la Ley de Gobierno Local de 1972 como una fusión del antiguos municipios de Worksop y East Retford, y parte de los distritos rurales de Worksop y East Retford.

## Geografía
Según la Oficina Nacional de Estadística británica, Bassetlaw tiene una superficie de 637,86 km².

## Demografía
Según el censo de 2001, Bassetlaw tenía 107 713 habitantes (49,38% varones, 50,62% mujeres) y una densidad de población de 168,87 hab/km². El 19,94% eran menores de 16 años, el 72,72% tenían entre 16 y 74, y el 7,34% eran mayores de 74. La media de edad era de 39,55 años. 
Según su grupo étnico, el 98,55% de los habitantes eran blancos, el 0,5% mestizos, el 0,48% asiáticos, el 0,3% negros, el 0,11% chinos, y el 0,07% de cualquier otro. La mayor parte (97,46%) eran originarios del Reino Unido. El resto de países europeos englobaban al 1,32% de la población, mientras que el 0,31% había nacido en África, el 0,6% en Asia, el 0,2% en América del Norte, el 0,03% en América del Sur, el 0,07% en Oceanía, y el 0,01% en cualquier otro lugar. El cristianismo era profesado por el 81,53%, el budismo por el 0,09%, el hinduismo por el 0,13%, el judaísmo por el 0,05%, el islam por el 0,33%, el sijismo por el 0,07%, y cualquier otra religión por el 0,21%. El 9,99% no eran religiosos y el 7,61% no marcaron ninguna opción en el censo.
El 39,83% de los habitantes estaban solteros, el 44,52% casados, el 1,68% separados, el 6,97% divorciados y el 7% viudos. Había 44 690 hogares con residentes, de los cuales el 26,95% estaban habitados por una sola persona, el 9,69% por padres solteros con o sin hijos dependientes, el 62,03% por parejas (52,75% casadas, 9,28% sin casar) con o sin hijos dependientes, y el 1,34% por múltiples personas. Además, había 1757 hogares sin ocupar y 69 eran alojamientos vacacionales o segundas residencias.

## Hermanamientos
El distrito está hermanado con:
- Pfungstadt y Garbsen (Alemania)
- Farmers Branch (Estados Unidos)
- Aurillac (Francia)